# أوفيليا هووبر
أوفيليا هووبر (بالإسبانية: Ofelia Hooper) (13 نوفمبر 1900 في بنما - 23 سبتمبر 1981)؛ أستاذة جامعية، كاتِبة وشاعرة بنمية. درست في جامعة بنما.